# Mads Øland
 Der er for få eller ingen kildehenvisninger i denne artikel, hvilket er et problem. Du kan hjælpe ved at angive troværdige kilder til de påstande, som fremføres i artiklen.

Mads Øland (født 31. maj 1965 i Farsø) er en dansk tidligere fodboldspiller, der siden 1990 har været formand og direktør for Spillerforeningen.
Øland har tidligere været fodboldspiller i Viborg FF, KB, Vanløse IF og B93.
Han modtog i 1997 Gerlev-prisen.